# Leucogonia
Leucogonia is een geslacht van vlinders van de familie uilen (Noctuidae), uit de onderfamilie Agaristinae.

## Soorten
- L. amarginata Holloway, 1979
- L. ekeikei Bethune-Baker, 1906
- L. kebeensis Bethune-Baker, 1906